# لیزر یاقوت

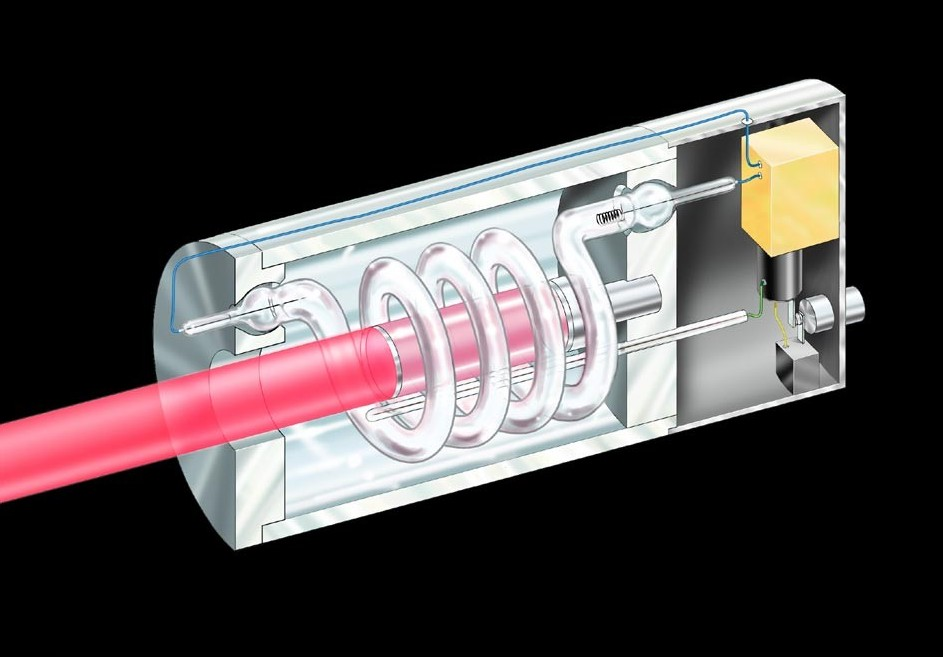
نمودار اولین لیزر یاقوت.

لیزر یاقوت، یک لیزر حالت جامد است که از کریستال یاقوت مصنوعی به عنوان محیط بهره، استفاده می‌کند. اولین لیزر کارآمد، یک لیزر یاقوتی که توسط تئودور اچ «تد» میمن، در آزمایشگاه‌های تحقیقاتی هیوز در ۱۶ مه ۱۹۶۰ تولید شد، بود.
لیزرهای روبی پالس‌هایی از نور مرئی منسجم با طول موج ۶۹۴٫۳ نانومتر تولید می‌کنند، که یک رنگ قرمز سیر است. طول پالس‌های لیزر یاقوتی معمولی در واحد یک میلی ثانیه است.

## طرح

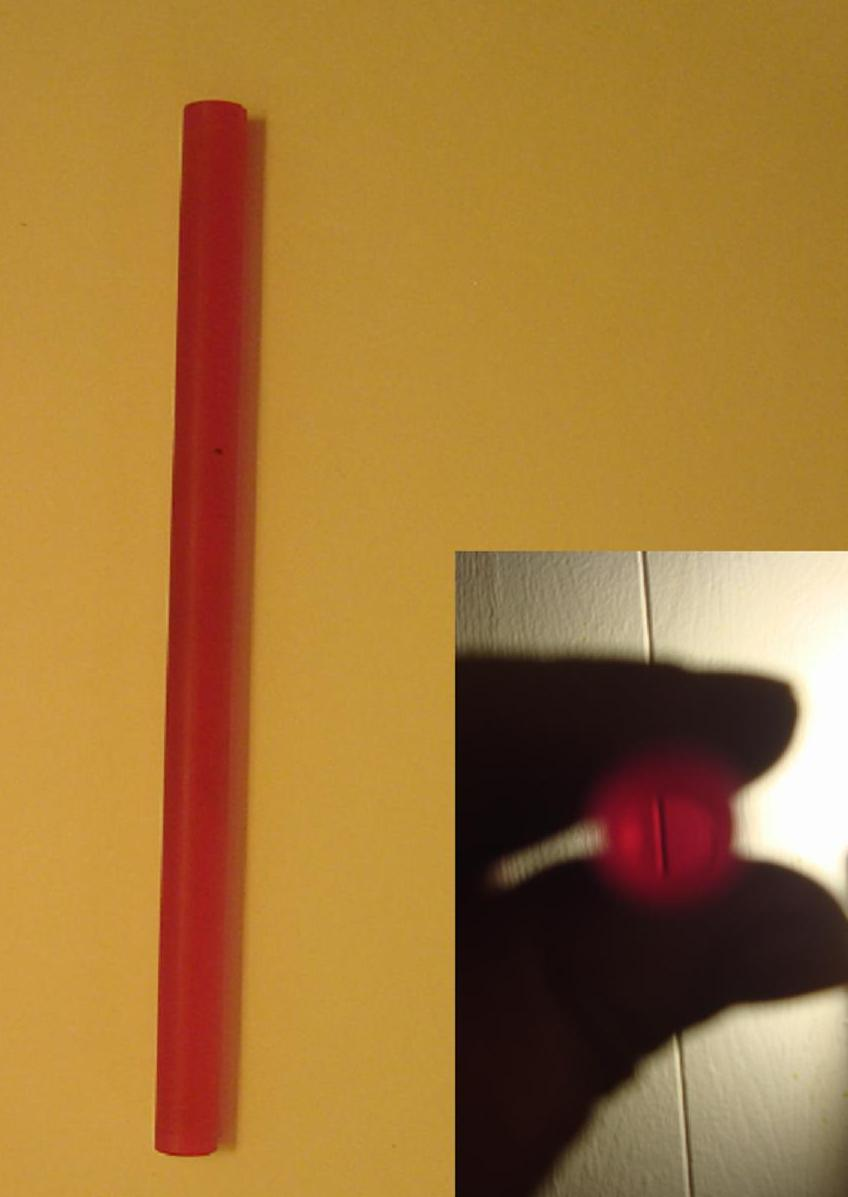
یک میله لیزر یاقوت. پی‌نوشت: نمای درونی میله کاملاً شفاف است

لیزر یاقوت، غالباً از یک میله یاقوت تشکیل شده‌است که برای دستیابی به وارونگی جمعیت، باید با انرژی بسیار زیاد، معمولاً از یک لامپ فلاش پمپ شود. میله اغلب بین دو آینه که یک حفره نوری تشکیل می‌دهند، قرار می‌گیرد، که نور تولید شده توسط فلورسانس یاقوت را نوسان می‌دهد که باعث ایجاد گسیل تحریکی می‌شود. یاقوت سرخ یکی از معدود لیزرهای حالت جامد است که نور را در محدوده مرئی طیف تولید می‌کند، و آن را با ۶۹۴٫۳ نانومتر، به رنگ قرمز سیر، با یک عرض بسیار محدود به میزان ۰٫۵۳ نانومتر لیزر می‌کند.
لیزر یاقوت، یک لیزر سه سطحی حالت جامد است. ناحیه فعال لیزر (محیط بهره/ناحیه تقویت) یک میلهٔ یاقوت مصنوعی است که از طریق پمپاژ نوری، به‌طور معمول توسط لامپ فلاش زنون، انرژی دریافت می‌کند. یاقوت نوارهای جذب بسیار عریض و قدرتمند در طیف مرئی، در ۴۰۰ و ۵۵۰ نانومتر و با طول عمر فلورسانس بسیار طولانی به مدت ۳ میلی ثانیه دارد. این قابلیت امکان پمپاژ با انرژی بسیار بالا را فراهم می‌کند، زیرا مدت زمان پالس در این ماده می‌تواند بسیار بیشتر از سایر مواد باشد. با وجود این که یاقوت سرخ دارای مشخصات جذب بسیار گسترده‌ای است، بازده تبدیل آن بسیار کمتر از سایر محیط‌ها است.
در نمونه‌های اولیه، دو انتهای میله باید با دقت بسیار زیاد صیقل داده می‌شد، به طوری که دو انتهای میله تا درون یک چهارم طول موج نور خروجی صاف باشند و تا چند ثانیه از قوس به موازات یکدیگر قرار داشته باشند. دو انتهای میله که به خوبی صیقل خورده بودند، به نقره آغشته می‌شدند. یک انتها به‌طور کامل آغشته و دیگری فقط مقداری نقره‌ای می‌شد. میله، با دو انتهای بازتابندهٔ خود، سپس به عنوان یک اتالون Fabry – Pérot (یا یک اتالون Gires-Tournois) عمل می‌کند. لیزر نوین معمولاً از میله‌هایی با پوشش ضد انعکاس، یا میله‌هایی که دو انتهای آن‌ها این بار در زاویه بروستر برش و صیقل داده شده‌اند استفاده می‌کند. این کار بازتاب‌های انتهای میله را از بین می‌برد. سپس از آینه‌های دی‌الکتریک خارجی برای تشکیل حفره نوری استفاده می‌شود. آینه‌های خمیده معمولاً برای آرام سازی هم ترازی تلرانس‌ها و تشکیل یک تشدید کننده پایدار استفاده می‌شوند که غالباً عدسی‌های حرارتی میله را جبران می‌کنند.

عبور یاقوت در طیف‌های نوری و نزدیک به مادون قرمز. به دو نوار جذب وسیع آبی و سبز و باند جذب باریک در ۶۹۴ نانومتر توجه کنید که طول موج لیزر یاقوت است.

یاقوت هم‌چنین، در طول موج لیزر خود مقداری از نور را جذب می‌کند. برای غلبه کردن بر این جذب، کل طول میله باید پمپ شود، و هیچ ناحیه سایه داری نزدیک پایه‌ها باقی نماند. قسمت فعال یاقوت، ماده آلایشی است که از یون‌های کروم معلق در یک کریستال یاقوت کبود مصنوعی تشکیل شده‌است. ماده آلاینده اغلب حدود ۰٫۰۵٪ بلور را تشکیل می‌دهد و مسئولیت تمام جذب و انتشار تشعشعات را بر عهده دارد. یاقوت مصنوعی بسته به غلظت ماده آلایشی، معمولاً به رنگ صورتی یا قرمز است.

## کاربرد
یکی از اولین مواردی که لیزر یاقوت مورد استفاده قرار گرفت، یافتن فاصله بود. تا سال ۱۹۶۴، لیزرهای یاقوتی با سوئیچ کیوهای چرخشی منشوری به وسیلهٔ استاندارد برای دور یاب‌های نظامی تبدیل شدند، تا این که یک دهه بعد مسافت سنج‌های کارآمدتر Nd: YAG معرفی شدند. از لیزرهای یاقوت به‌طور عمده در تحقیقات استفاده می‌شد. لیزر یاقوتی اولین لیزر مورد استفاده برای پمپاژ نوری لیزرهای رنگی قابل تنظیم بود و به ویژه برای تحریک رنگ‌های لیزری ساطع شده در نزدیکی مادون قرمز بسیار مناسب است. از لیزرهای یاقوت به ندرت در صنعت استفاده می‌شود که دلیل اصلی آن کارایی پایین و تکرار کم آن است. یکی از اصلی‌ترین کاربردهای صنعتی ایجاد سوراخ در الماس است، زیرا پرتوی پرقدرت یاقوت سرخ با باند جذب گسترده الماس (باند GR1) در رنگ قرمز مطابقت دارد.
استفاده از لیزرهای یاقوتی با کشف واسطه‌های لیزری بهتر، کاهش یافته‌است. آن‌ها هنوز هم در برخی کاربردها که به پالس‌های کوتاه نور قرمز نیاز است استفاده می‌شوند. هولوگراف‌ها در سراسر جهان پرتره‌های هولوگرافیک با لیزرهای یاقوت، در اندازه‌های مختلف تا یک متر مربع تولید می‌کنند. به دلیل قدرت پالس بالا و طول انسجام خوب، نور لیزر قرمز ۶۹۴ نانومتری به نور سبز ۵۳۲ نانومتری Nd:YAG با فرکانس دو برابر ترجیح داده می‌شود، که اغلب برای هولوگرام‌های بزرگ به پالس‌های متعددی نیاز دارد. بسیاری از آزمایشگاه‌های آزمایش غیرمخرب از لیزر یاقوتی برای ایجاد هولوگرام اجسام بزرگ مانند لاستیک‌های هواپیما برای یافتن نقاط ضعف در رویه آن استفاده می‌کنند. از لیزرهای یاقوتی، به‌طور گسترده‌ای در خال‌کوبی و مو زدایی استفاده شد، با این تفاوت که در این کاربرد لیزرهای الکساندریت و Nd: YAG جایگزین می‌شوند.

## تاریخچه

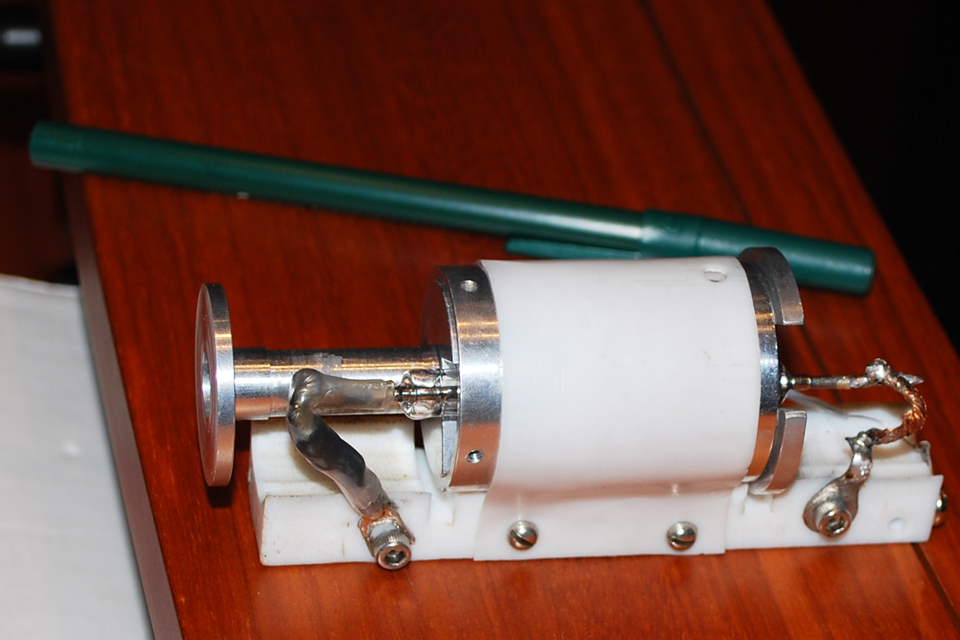
لیزر یاقوتی اصلی میمن

لیزر یاقوتی اولین لیزری بود که کاربردی شد. این لیزر توسط تئودور میمن در سال ۱۹۶۰ ساخته شد، این دستگاه از طریق مدل مفهومی یک «میزر نوری» به وجود آمد، یک میزر که می‌توانست در نواحی طیف مرئی یا مادون قرمز کار کند.
در سال ۱۹۵۸، بعد از این که مخترع میزر، چارلز تاونز، و همکار وی، آرتور شاولو، مقاله‌ای را در زمینه بررسی فیزیکی در مبحث ایده میزرهای نوری منتشر کردند، رقابت برای ساختن یک مدل عمل کننده آغاز شد. یاقوت سرخ با موفقیت در میزرها مورد استفاده قرار گرفت، بنابراین اولین انتخاب به عنوان یک رسانهٔ ممکن بود. میمن هنگام شرکت در یک کنفرانس در سال ۱۹۵۹، به یک سخنرانی از شاولو گوش فرا داد، که این سخنرانی توصیف استفاده از یاقوت به عنوان یک ماده ناحیه لیزر بود. شاولو اظهار داشت که یاقوت صورتی، اگر دارای کمترین سطح انرژی که بسیار نزدیک به حالت اساسی است باشد برای کاربرد لیزر به انرژی پمپاژ زیادی نیاز دارد و یاقوت قرمز را به عنوان گزینه جایگزین پیشنهاد کرد. میمن که سال‌ها با یاقوت سرخ کار کرده و مقاله‌ای در مورد فلورسانس یاقوت نگاشته‌است، احساس کرد که شوالو «بیش از حد بدبین» است. اندازه‌گیری‌های وی نشان داد که کم‌ترین سطح انرژی یاقوت صورتی با پمپاژ با یک منبع نور بسیار شدید می‌تواند حداقل تا حدی تخلیه شود و از آنجا که یاقوت به راحتی در دسترس بود، وی تصمیم گرفت به هر حال آن را امتحان کند.
گوردون گولد نیز در این کنفرانس حضور داشت. گولد پیشنهاد کرد که با تکان دادن لیزر، حداکثر توان خروجی به بزرگی یک مگاوات می‌تواند تولید شود.

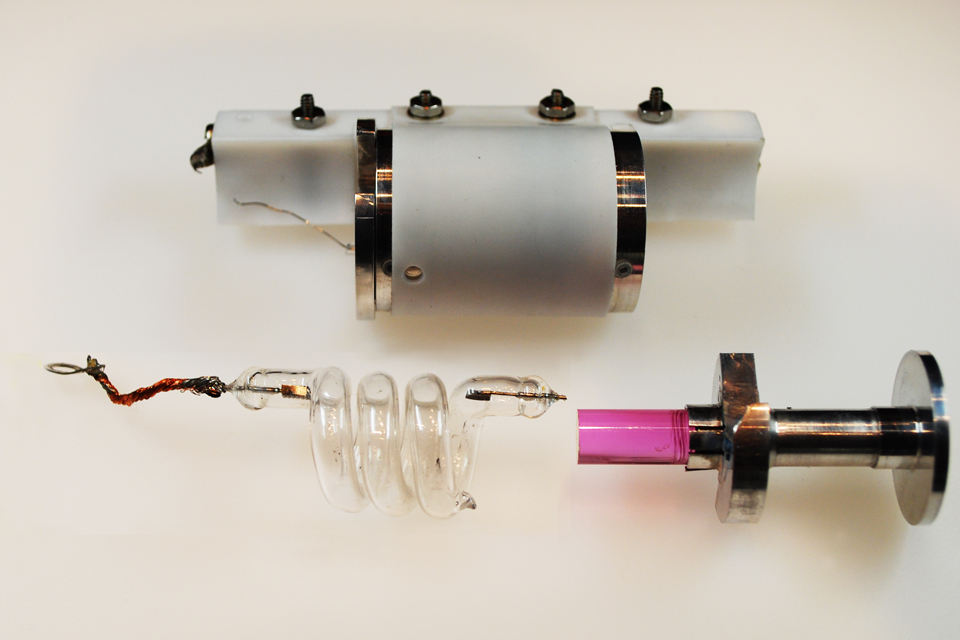
اجزای لیزر یاقوت اصلی

با گذشت زمان، بسیاری از دانشمندان در مورد مفید بودن هر رنگی از یاقوت به عنوان یک ناحیه لیزر شک کردند. میمن نیز شک و تردیدهای خود را احساس کرد، اما چون بسیار «فرد بااراده» ای بود، به‌طور مخفیانه روی پروژه خود کار می‌کرد. او در جستجوی این بود که یک منبع نوری پیدا کند که برای پمپاژ میله به اندازه کافی شدید باشد به علاوهٔ یک حفره پمپاژ بیضوی با بازتاب بالا، تا انرژی را به داخل میله هدایت کند. او منبع نور خود را هنگامی یافت که یک فروشنده از شرکت جنرال الکتریک چند لامپ فلاش زنون به او نشان داد و ادعا کرد که بزرگترین آن‌ها در صورت قرار گرفتن در نزدیکی لوله می‌تواند پشم فولاد را مشتعل کند. میمن متوجه شد که، با چنین شدتی، به حفره پمپاژی با بازتابندگی چنین زیادی احتیاج ندارد و با چراغ مارپیچ، به بیضوی شکل بودن آن احتیاجی نخواهد داشت. میمن لیزر یاقوت خود را در آزمایشگاه‌های تحقیقاتی هیوز، در مالیبو، کالیفرنیا ساخت. او از یک میله یاقوت صورتی به اندازه ۱ سانتی‌متر در ۱٫۵ سانتی‌متر استفاده کرد و در ۱۶ مه ۱۹۶۰، دستگاه را شلیک کرد و منجر به تولید اولین پرتو نور لیزر شد.
لیزر یاقوتی اصلی تئودور میمن هنوز عمل می‌کند. این دستگاه در ۱۵ مه ۲۰۱۰ در یک نشست هم‌اندیشی توسط بنیاد یادبود دکتر تئودور میمن و دانشگاه سایمون فریزر در ونکوور، بریتیش کلمبیا به نمایش درآمد، جایی که دکتر میمن استاد راهنما در دانشکدهٔ علوم مهندسی بود. لیزر اصلی میمن به سمت یک صفحه پروژکتور در یک اتاق تاریک شلیک شد. در مرکز یک فلاش سفید (نشت از لامپ فلاش زنون)، برای مدت کوتاهی یک لکه قرمز دیده می‌شد.
لیزرهای یاقوتی یک پالس واحد تحویل نمی‌دهند، بلکه یک سری پالس را تحویل می‌دهند که شامل یک سری خوشه‌های نامنظم در طول پالس است. در سال ۱۹۶۱، رابرت هلوارث یک مدل از سوئیچ q را اختراع کرد تا خروجی را به یک پالس واحد متمرکز کند.

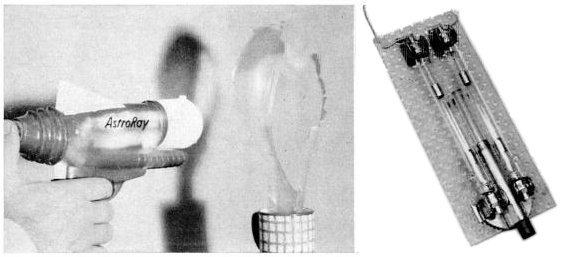
تپانچه لیزری یاقوت ساخته شده توسط استاد فیزیک دانشگاه استنفورد در سال ۱۹۶۴ برای نشان دادن لیزر به کلاس‌های خود. بدنه پلاستیکی بازیافت شده از سلاح کمری اسباب بازی حاوی یک میله یاقوت بین دو لوله شیشه‌ای (سمت راست) بود. پالس نور قرمز منسجم به اندازه کافی قوی بود که بتواند بادکنک‌های آبی رنگ را بترکاند (در سمت چپ نشان داده شده‌است) اما نه بالن‌های قرمز که نور را منعکس می‌کنند.

در سال ۱۹۶۲، ویلارد بویل، که در آزمایشگاه‌های بل کار می‌کرد، اولین خروجی پیوسته را از لیزر یاقوت تولید کرد. بر خلاف روش معمول پمپاژ کناری، نور لامپ قوس جیوه به انتهای یک میله بسیار کوچک پمپ می‌شد تا وارونگی جمعیت لازم حاصل شود. لیزر یک موج پیوسته منتشر نمی‌کند، بلکه یک قطار پیوسته از پالس‌ها را ایجاد می‌کند، که به دانشمندان این فرصت را می‌دهد تا میزان خروجی یاقوت سرخ را مطالعه کنند. لیزر یاقوتی پیوسته اولین لیزر مورد استفاده در پزشکی بود. این روش توسط لئون گلدمن، یکی از پیشگامان عرصه پزشکی لیزری، برای درمان‌هایی نظیر پاک کردن خال‌کوبی، درمان جای زخم و ترغیب بهبودی استفاده شد. به دلیل محدودیت در توان خروجی، قابلیت تنظیم و عوارض در کارکرد و خنک سازی واحدها، لیزر یاقوتی پیوسته خیلی زود با لیزرهای رنگی متنوع تر، Nd: YAG و آرگون جایگزین شد.